# Ludwig Lavater

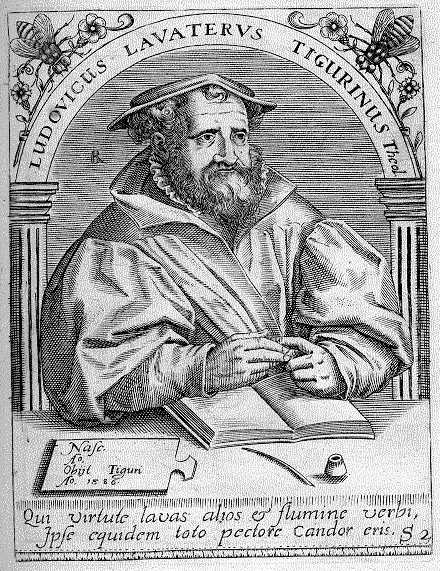
Ludwig Lavater

Ludwig Lavater (castillo de Kyburg, 4 de marzo de 1527 - Zúrich, 5 de julio de 1586) fue un teólogo reformado (esto es, protestante) suizo.

## Biografía
Formó parte del círculo de Heinrich Bullinger y trabajó como arcediano de Grossmünster en Zúrich, de cuya catedral fue nombrado pastor en 1585. Fue un escritor muy prolífico que compuso homilías, comentarios, una investigación sobre las prácticas litúrgicas de la iglesia de Zúrich, una historia de la controversia sobre la Santa Cena y biografías de Bullinger y Konrad Pellikan, aunque se hizo clásico su muy erudito trabajo sobre los fantasmas De Spectris, lemuribus et Magnis atque insolitis fragoribus (Leiden, 1569), su obra más conocida y divulgada, hasta el punto de contar al menos diecinueve ediciones modernas tempranas en alemán, latín, francés, inglés e italiano, pero no en español, sino hasta el siglo XXI, porque a consecuencia de su carácter protestante la obra fue incluida en el Index librorum prohibitorum ("Índice de libros prohibidos") por los papas: los reformados no creen en la existencia del Purgatorio católico y, por tanto, tampoco en los fantasmas, que son para ellos argucias del demonio. Según Caillet este libro fue una fuente importante para el Hamlet de Shakespeare.

## Obras
- De ritibus et institutis ecclesiae Tigurinae. 1559 (edición moderna: Die Gebräuche und Einrichtungen Zürcher der Kirche, Zürich: Theologischer Verlag, 1987 ISBN 3-290-11590-9
- Historia de origine et progressu Controversiae Sacramentariae de Coena Domini, ab anno nativitatis Christi MDXXIIII usque ad annum MDLXIII. Zúrich: Christoph Froschauer, 1563.
- De Spectris, lemuribus et Magnis atque insolitis fragoribus. Leiden, 1569.
- Von Gespänsten..., Kurtzer und einfaltiger bericht. Zürich, 1569.
- Von Gespänsten, en Theatrum de veneficis. Frankfurt, 1586.